# Lisuj
Lisuj (egyszerűsített kínai írással: 丽水; hagyományos kínai írásssal: 麗水; pinjin: Líshuǐ) prefektúra szintű város Kínában, Csöcsiang tartományban. Lakosainak száma 2 507 396 fő (2020).

## Népesség
| 2010 | 2 116 957 |
| 2020 | 2 507 396 |